# 尼古拉斯·米克尔森
尼古拉斯·米克尔森（1999年7月24日—），出生于挪威的泰国足球运动员，司职后卫。現效力於丹麥足球超級聯賽球会欧登塞，曾经代表挪威各级别青年队，目前代表泰国国家足球队参加国际赛事。

## 国家队生涯

### 泰国U-23
2022年5月26日，尼古拉斯·米克尔森被泰国U-23征召入泰国U23，参加2022年亞足聯U-23亞洲盃。

## 榮譽

### 國家隊
泰国國家隊
- 泰國國王杯冠軍：2024